# Convertidor analògic-digital

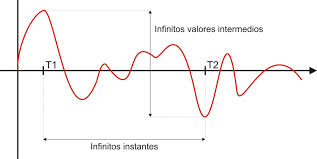
Figura 1 - Representació en el diagrama temporal d'un senyal analògic. S'observa que, l'ordenada de la funció pot adquirir qualsevol valor i, entre 2 punts, n'existeixen infinits.

Un convertidor analògic-digital, sovint anomenat CAD o ADC (de l'anglès Analog-to-Digital Converter), és un dispositiu electrònic que té la capacitat de convertir un senyal analògic en un altre de digital, és a dir, un voltatge en un senyal binari. Aquest té el propòsit de facilitar el seu processament (codificació, compressió, etc.) i fer el senyal resultant, el digital, més refractari al soroll i altres interferències a les quals són més sensibles els senyals analògics. A aquest procés se l'anomena digitalització.
La funció d'un ADC és extreure mostres de l'amplitud d'alguns senyals analògics (llum, so, animació, temperatura) d'un interval de freqüència determinat i convertir els resultats en valors numèrics. Els ADC's estan incorporats en escàners digitals, mostrejadors, termòmetres, sismògrafs, càmeres fotogràfiques, càmeres de vídeo, microscopis, telescopis, mòdems, ràdios, televisors, telèfons mòbils, walkie-talkies, i una multitud més d'aparells.
Tant aquest tipus de convertidor com el convertidor digital-analògic tenen l'inconvenient de no poder fer mai una mesura exacta del senyal. Al treballar a partir de mostres del senyal al llarg del temps, tenen una precisió concreta, però els senyals analògics tenen infinits valors entre dos punts, fent impossible una conversió exacta. El nivell mínim de mostres necessari per a després poder representar aproximadament el senyal ha de ser de més del doble de la freqüència del senyal, tal com indica el teorema de mostreig de Nyquist-Shannon.
La digitalització o conversió analògica-digital (conversió A/D) consisteix bàsicament a realitzar de forma periòdica mesures de l'amplitud (tensió) d'un senyal, arrodonir els seus valors a un conjunt finit de nivells preestablerts de tensió i registrar-los com a nombres enters en qualsevol tipus de memòria o suport. La conversió A/D també és coneguda per l'acrònim anglès ADC (analog to digital converter).

## Precedents històrics
El procés d'emmagatzemar i transmetre informació en forma digital, és a dir, el procés de conversió, tot i ser un tema que s'ha desenvolupat principalment durant l'últim segle, s'està fent servir des de gairebé 2.000 anys, començant amb els molins romans. Aquests funcionaven mitjançant l'arbre de lleves, que transmetia l'energia de l'aigua a les lleves d'acord a un ordre establert per la posició dels sortints del cilindre.
El mateix principi també es va aplicar a l'edat mitjana, amb els carillons de les catedrals. Aquests permetien “programar” la melodia de les campanes a partir dels sortints d'un cilindre que gira sobre un eix. Funcionava de la següent manera: cada cop que hi ha un sortint, s'aixeca la palanca i sona la campana amb el to que correspon. Quan no hi ha sortint, aquest to no sona.
Aquest mateix procés, el del cilindre amb els sortints, és el mateix que trobàvem a les pianoles, pianos automàtics del s. xix, i a les caixes musicals que trobem actualment.
En aquest mateix segle, el XIX, trobem a Jacques de Vaucanson, considerat el constructor d'autòmats més important de l'època, principalment per l'ànec, que entre altres coses, era capaç de moure's, menjar i defecar.
Amb el naixement de la indústria tèxtil, es va produir l'avenç més important quant als mecanismes de codificació de la informació. Es volia construir un teler que produís una gran quantitat de peces de roba i de millor qualitat, amb el menor nombre de persones treballant.
En aquest procés d'invenció, cap el 1725, Basile Bouchon, un teixidor fill d'un constructor d'orgues, va donar el primer pas amb la construcció d'un teler programable, a partir de tires de cartró amb perforacions que controlaven directament el dibuix que havia de fer aquest. La combinació de forats en funció dels colors associats a cada agulla propiciava el dibuix resultant. D'aquesta manera, es podien fer dibuixos i estampats més complexos.
Tot i això, aquest invent el millorà el 1740 el francès Jean-Baptiste Falcon, substituint les llargues tires de paper per fitxes perforades, ja que aquestes es trencaven amb facilitat.
Aproximadament 50 anys més tard, el 1802 en plena Revolució industrial, aparegué Joseph Jacquard, que recollí els treballs anteriorment citats per tal de fer un pas endavant amb la construcció d'un teler automàtic. Aquest es convertiria en la base de la indústria tèxtil del segle xix, i controlava un dispositiu programat a partir de les targetes perforades.
No és fins al 1890 que la targeta perforada assoleix un significatiu pas endavant, a partir de la seva aplicació en l'àmbit del processament de grans quantitats d'informació, per part d'Hermann Hollerith. Aquest va crear la màquina tabuladora, i la va utilitzar per emmagatzemar i processar la informació del cens dels Estats Units de l'any 1890.
En el cens anterior, el de 1880, es va trigar gairebé 7 anys a calcular-se amb 50 milions de persones, i el de 1890, amb 13 milions més de persones, només va trigar dos anys i mig.
Això va suposar un avenç conceptual, ja que les targetes codificaven dades abstractes, quantitats numèriques, la base de l'estadística.

## Funcionament
La digitalització o conversió analògica-digital (conversió A/D) consisteix bàsicament a realitzar de forma periòdica mesures de l'amplitud (tensió) d'un senyal (per exemple, la que prové d'un micròfon si es tracta de registrar sons, d'un sismògraf si es tracta de registrar vibracions o d'una sonda d'un oscil·loscopi), arrodonir els seus valors a un conjunt finit de nivells preestablerts de tensió (coneguts com a nivells de quantificació) i registrar-los com nombres enters en qualsevol tipus de memòria o suport. La conversió A/D també és coneguda per l'acrònim anglès ADC (Analogue to digital Converter).
En una digitalització del senyal hi intervenen els següents processos:
1. Mostreig: el mostreig (en anglès, sampling) consisteix a prendre mostres periòdiques del voltatge entrant (l'amplitud d'ona). La velocitat amb què es pren aquesta mostra, és a dir el nombre de mostres per segon, és el que es coneix com a freqüència de mostreig, expressada en hertzs (HZ).
2. Retenció (en anglès, hold): les mostres preses han de ser retingudes (retenció) per un circuit de retenció, el temps suficient per permetre avaluar el seu nivell (quantificació). Des del punt de vista matemàtic aquest procés no es contempla, ja que es tracta d'un recurs tècnic a causa de les limitacions pràctiques, i manca, per tant, d'un model matemàtic.
3. Quantificació: en el procés de quantificació es mesura el nivell de voltatge de cadascuna de les mostres. Consisteix a assignar un valor al senyal analitzat a un únic nivell de sortida. Fins i tot en la seva versió ideal, afegeix com a resultat, un senyal indesitjable al senyal d'entrada: el soroll de quantificació.
4. Codificació: la codificació consisteix a traduir els valors obtinguts durant la quantificació al codi binari. Cal tenir present que el codi binari és el més utilitzat, tot i que també existeixen altres tipus de codis que també són viables alhora de codificar.

Durant el mostreig i la retenció, el senyal encara és analògic, ja que encara pot prendre qualsevol valor. Això no obstant, a partir de la quantificació, quan el senyal ja pren valors finits, el senyal ja es pot considerar digital.

### Perquè digitalitzar el senyal?

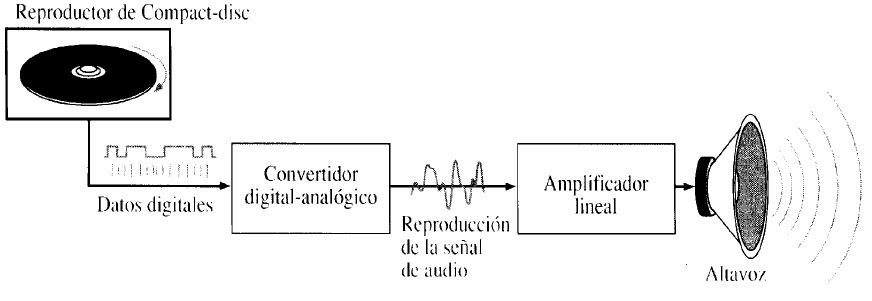
Sistema digital a analògic.

1. Quan un senyal digital experimenta pertorbacions lleus com podria ser una mica de soroll, aquest senyal pot ser reconstruït i amplificat mitjançant sistemes de regeneració de senyals.
2. Un senyal digital disposa de sistemes de detecció i correcció d'errors, que es fan servir quan el senyal arriba al receptor. Llavors, es comprova per detectar algun error i després si el sistema és capaç corregeix algun o tots els errors detectats.
3. Té molta més facilitat processar un senyal digital que no pas un senyal analògic mitjançant qualsevol software.
4. El senyal digital permet la multi-generació infinita sense pèrdues de qualitat.
5. És possible aplicar tècniques de compressió de dades sense perdre informació.

### Inconvenients del senyal digital
1. Es necessita una conversió analògica-digital prèvia i una descodificació posterior, en el moment de la recepció.
2. Si no es posa un nombre suficient de nivells de quantificació en el procés de digitalització, la relació senyal i soroll resultant es reduirà amb la relació a la del senyal analògic original que es va quantificar. Això és un error de quantificació.
3. És necessari posar sempre un filtre actiu analògic sobre el senyal que s'utilitzarà de mostreig, per evitar l'aliasing.

### Exemple de digitalització
Un ordinador o qualsevol altre sistema de control basat en un microprocessador no pot interpretar senyals analògics, ja que només utilitza senyals digitals, per tant cal traduir, o transformar en senyals binaris, a través d'un procés anomenat digitalització o conversió de senyals analògics a digitals.
En la gràfica inferior s'observa un senyal analògic, que per ser interpretat en un ordinador ha de ser modificada mitjançant un procés de digitalització. Un mitjà per dur a terme el procés consisteix a fer un mostrejat, consisteix a llegir cada cert temps el valor del senyal analògic.
1. Si el valor del senyal en aquest instant està per sota d'un determinat llindar, el senyal digital pren el valor mínim (0).
2. Si el senyal analògic es troba per sobre del valor llindar, el senyal digital pren el valor màxim (1).

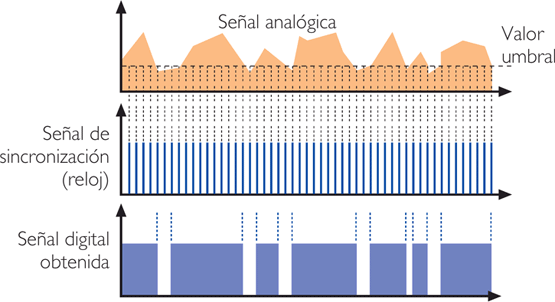
Digitalització per mostreig d'un senyal analògic.

El moment en què es realitza cada lectura és ordenat per un sistema de sincronització que emet un senyal de rellotge amb un període constant. Aquestes conversions analògic-digitals són habituals en l'adquisició de dades per part d'un ordinador i en la modulació digital per transmissions i comunicacions per ràdio.

## Principi de l'escala mòbil
L'escala mòbil o mètode aleatori es pot emprar per a millorar considerablement la uniformitat d'amplada del canal i la linealitat diferencial de qualsevol tipus de CAD, però sobretot convertidors que usen aproximacions successives. En condicions normals, un pols d'una amplitud particular, sempre es converteix a un valor determinat del canal. El problema consisteix que els canals no sempre són d'una amplada uniforme, i la linealitat diferencial disminueix proporcionalment amb la variació de l'amplada mitjana. El principi de l'escala mòbil utilitza un mètode d'aproximació per superar aquest fenomen. Un valor analògic aleatori conegut és afegit al senyal d'entrada, a continuació es converteixen al format digital, i la versió digital és equivalent a restar-li el valor afegit, restaurant així al seu valor original. L'avantatge és que la conversió ha tingut lloc en un punt aleatori, així la distribució estadística final dels números de canal és decidit per una mitjana ponderada al llarg d'una regió del rang del CAD.

## Tipus de convertidors
- Aproximacions successives (Successive approximation (SAR)): És el més utilitzat, apte per a aplicacions que no necessiten grans resolucions ni velocitats. Degut al seu baix cost se sol integrar en la majoria de microcontroladors permetent una solució de baix cost en un únic xip per a nombroses aplicacions de control. El convertidor realitza una cerca dicotòmica del valor present en l'entrada. La seva principal carència és l'elevat temps de conversió necessari.
- Flash: Aquest convertidor destaca por la seva elevada velocitat de funcionament. Està format per una cadena de divisors de tensió i comparadors, realitzant la conversió de manera immediata en una única operació. La seva principal desavantatge és el cost elevat.
- Sigma-delta (ΣΔ): Tenen una velocitat màxima de conversió baixa però a canvi disposen d'una relació senyal a soroll molt elevada, la més gran de tots.
- Rampa única: És un tipus de convertidor amb integrador. S'utilitza en aquells casos en els quals no cal una gran velocitat, però que és important aconseguir una bona linealitat. Té com a inconvenient que la sortida depèn de molts factors com Vref, R, C... Aquest problema se soluciona amb el convertidor de rampa doble.
- Rampa doble: El funcionament del convertidor de rampa doble es basa amb el de rampa simple però afegeix un des-integrador, amb això s'aconsegueix que qualsevol error introduït en la integració s'elimini.

## Comparació entre senyals analògics i digitals
Els senyals analògics i digitals serveixen per transmetre informació de forma eficaç. Els senyals analògics s'utilitzen per dur a terme les transmissions d'elements de vídeo o so (Són útils pels micròfons). Els senyals analògics són de tipus senoidal i, per tant, es necessita un aparell capaç de descodificar-les i així rebre la informació que envien. S'utilitza molt per la seva fidelitat amb el so real i perquè no requereix grans costos, ja que es consumeix poca amplada de banda, però l'inconvenient és que és una acció que es processa en temps real. Aquest fet provoca que si hi ha algun error sigui difícil de rectificar, cada còpia que es realitza de l'original es degrada i proporcionen poc suport alhora de transmetre volum de dades. (Això no passa amb el digital, on podem generar tantes còpies com vulguem i editar diferents parts sense inconvenient). Un senyal analògic és aquell que pot prendre una infinitat de valors (freqüència i amplitud) dintre d'un límit superior i inferior. El terme analògic prové d'anàleg. Per exemple, si s'observa en un oscil·loscopi, la forma del senyal elèctric que converteix un micròfon el so que capta, aquesta seria similar a l'ona sonora que la va originar.
En canvi, un senyal digital és aquell on les ones (temps i amplitud) no corresponen a les sinusoidals, si no que són quadrades, el que significa que el senyal necessàriament ha de prendre uns determinats valors fixos predeterminats en moments també discrets. Aquests valors fixos es prenen del sistema binari, el que significa que el senyal va a quedar convertit en una combinació de zeros i uns, que ja no se sembla en res al senyal original. Aquesta forma de transmissió proporciona grans possibilitats com transmetre la informació de forma més fidel a la realitat. Actualment és la via més utilitzada a causa de la seva facilitat d'ús, la no pèrdua de l'original en el moment de realitzar còpies i la rapidesa amb la qual es pot compartir. Tot i que l'analògic encara s'estigui utilitzant en alguns àmbits i sigui més barat, el digital s'ha imposat en la nostra societat. La tecnologia prefereix utilitzar el senyal digital perquè ens dona una gran base de fiabilitat que és impossible d'obtenir amb l'analògic.
Els senyals analògics no es diferencien, per tant, dels senyals digitals en la seva precisió (la qual és finita tant en els analògics com en els digitals). Amb freqüència és més fàcil obtenir precisió i preservar la forma d'ona del senyal analògic original (dins dels límits de precisió imposats pel soroll que té abans de la seva conversió) en els senyals digitals que en aquelles que provenen de suports analògics, caracteritzats típicament per relacions senyal a soroll baixes en comparació.

## Compressió
La compressió consisteix a reduir la quantitat de dades que volem transmetre, ja que hem de tenir en compte que la capacitat d'emmagatzematge dels suports és finita.
Per realitzar la compressió d'un senyal s'utilitzen complexes algoritmes de compressió (fórmules matemàtiques).
Hi ha dos tipus de compressió:
1. Compressió sense pèrdues: es transmet tota la informació.
2. Compressió amb pèrdues: es menysprea una part de la informació que pot produir una pèrdua de qualitat.

Les tècniques de compressió sense pèrdues es basen en algorismes matemàtics que permeten la reducció dels bits que cal emmagatzemar o transmetre. Com per exemple l'anomenada codificació de longitud de seqüències, molt utilitzada en les tècniques de transmissió digital, mitjançant la qual se substitueixen les seqüències de bits repetits per la codificació de la longitud de la seqüència (en llenguatge col·loquial, millor dir deu uns que dir un, deu vegades). O la coneguda com la codificació relativa o incremental que codifica les diferències entre dos valors consecutius, en comptes dels valors absoluts (si per representar el valor absolut d'una mostra d'un senyal amb un gran valor dinàmic necessitem un elevat nombre de bits, segur que si el senyal no tenen trànsits molt bruscos, necessitarem menys bits per codificar el rang de la diferència entre dues mostres consecutives). I un últim exemple podria ser l'anomenada codificació de longitud variable, que utilitza una codificació dependent de la freqüència de repetició dels valors, utilitzant menys bits per a codificar les mostres dels valors es repeteixen amb més freqüència, (a l'estil codi Morse).
Les tècniques de codificació citades són de gran utilització en els sistemes de transmissió digital. Això no obstant, en el que es refereix al tractament digital d'imatge i so, donada l'aleatorietat d'aquests tipus de senyals, són pocs efectius quant a la reducció de la mida dels arxius resultants.
Per això, la compressió del so i la imatge per Internet es basa més en el coneixement del funcionament dels nostres sentits. Són tècniques que assumeixen pèrdues d'informació, d'aquí el seu nom de compressió amb pèrdues, però estan dissenyats de manera que les "pèrdues" no siguin percebudes pels éssers humans.
Com a exemples clàssics d'aquestes, podem citar:
- La compressió gràfica GIF, es basa en la utilització d'una paleta de 256 colors estudiats acuradament d'acord amb l'apreciació del color per ull humà. Amb això s'aconsegueix una raó de compressió d'1/3. Els 256 es poden codificar amb 8 bits, en comptes d'utilitzar 24 bits per definir el color veritable. La pèrdua d'informació sembla gran, però l'ull humà no pot apreciar la pèrdua de colors.

- La compressió gràfica JPEG. En lloc de definir la imatge pels seus tres colors bàsics (R, G, B), utilitza la transformació de la informació de color a la de luminància (1 valor per mostra) i de crominància (2 valors per mostra) de manera similar a com es fa servir en el senyal de televisió.

- La compressió del so en MP3 es basa a descompondre mitjançant filtres en diversos canals de freqüència que es mostregen i codifiquen independentment tenint en compte la sensibilitat de l'oïda humana a les diferents freqüències i rangs dinàmics de cada un dels canals.

## Classificació convertidors A/D
La conversió d'una variable analògica a digital 
Els convertidors D/A depenent de la forma de representar la informació a la sortida, es poden classificar en:
Convertidors A/D amb entrada paral·lel:
Són aquells que subministren simultàniament en terminals independents una combinació binaria equivalent al valor de la variable d'entrada.
Convertidors D/A amb entrada sèrie:
Són aquells que també codifiquen el senyal analògic mitjançant una combinació binària, però en lloc de presentar-ho en paral·lel, ho fa amb un circuit seqüenciador.

## Exemples
La música en el format digital s'emmagatzema en el CD. Un sistema òptic de díodes làser llegeix les dades digitals del disc quan aquest gira i els transfereix al Convertidor digital-analògic. Aquest transforma les dades digitals en un senyal analògic que és la reproducció elèctrica de la música original. Aquest senyal s'amplifica i s'envia a l'altaveu per a poder sentir-lo.
Quan la música original es va gravar en el CD es va utilitzar un procés que essencialment, era l'invers del descrit aquí, i que utilitzava un Convertidor analògic-digital.
Les freqüències de mostreig més utilitzades per àudio digital són les següents:
- 24.000 mostres per segon (24 kHz)
- 30.000 mostres per segon (30 kHz)
- 44.100 mostres per segon (44,1 kHz) (qualitat de CD)
- 48.000 mostres per segon (48 kHz)

Així, per exemple, un senyal amb un mostreig de 24 kHz tindrà una menor qualitat i fidelitat que un altre amb un mostreig de 48 kHz. Tot i així, com més gran sigui el nombre de mostres, majors serà l'amplada de banda necessària per transmetre un senyal digital, requerint un espai molt major per guardar-la.
En la gravació de CDs de música, els estudis de so utilitzen un estàndard de mostreig de 44.1 kHz a 16 bits (qualitat CD).
Processament digital de senyals:
Els ADC són usats pràcticament a tot arreu on un senyal analògic ha de ser processat, emmagatzemat, o transportat amb una forma digital. Els ADC ràpids de vídeo són usats, per exemple, en targetes sintonitzadors de TV. Els ADC molt ràpids es necessiten en oscil·loscopis digitals, i són crucials per noves aplicacions com la ràdio definida per software (SDR, les sigles en anglès de Software defined Radio).